# Новосёлки (Хойникский район)
Новосёлки (бел. Навасёлкі) — деревня в Судковском сельсовете Хойникского района Гомельской области Республики Беларусь.
Поблизости расположено месторождение железняка.

## География

### Расположение
В 7 км на юго-запад от районного центра и железнодорожной станции Хойники (на ветке Василевичи — Хойники от линии Гомель — Калинковичи), в 110 км от Гомеля.

## Транспортная сеть
На автодороге Хойники — Ломачи. Планировка состоит из длинной прямолинейной улицы, ориентированной с юго-запада на северо-восток, к которой присоединяются 2 короткие улицы. На юге — обособленный участок застройки в виде короткой прямолинейной улицы, близкой к широтной ориентации. Застройка двусторонняя, преимущественно деревянная, усадебного типа.

## История
По письменным источникам деревня известна с 1532 года как “Имене Новоселки”, собственность покойного пана Семёна Полозовича, переданное королём Жигимонтом Старым его зятю князю Дмитрию Романовичу Виденицкому (Любецкому). Далее Новосёлки принадлежали тем же владельцам, что и Хойники с Остроглядами, т. е. после Любецких, с конца 1568 г. и до реформенного времени – Харлинским, Абрамовичу, Брозовскому, Шуйским, Прозорам.
После 2-го раздела Речи Посполитой (1793 год) в составе Российской империи.
В 1879 году обозначена в числе селений Стреличевского церковного прихода. Согласно переписи 1897 года действовали часовня, школа грамоты, хлебозапасный магазин.
С 8 декабря 1926 года до 16 июля 1954 года центр Новоселковского сельсовета Хойникского района Речицкого, с 9 июня 1927 года Гомельского (до 26 июля 1930 года) округов, с 20 февраля 1938 года Полесской, с 8 января 1954 года Гомельской областей.
В 1930 году работали школа, отделение потребительской кооперации. В 1930 году организован колхоз «Красный пахарь», работала кузница. Во время Великой Отечественной войны оккупанты сожгли 205 дворов и убили 38 дворов. На фронтах и в партизанской борьбе погибли 210 жителей, память о них увековечивают 2 стелы и 5 мраморных плит с именами павших, установленные в 1981 году около здания Дома культуры. Согласно переписи 1959 года в составе колхоза имени XXI съезда КПСС (центр — деревня Рудное). Располагались отделение связи, Дом культуры, библиотека, фельдшерско-акушерский пункт.
До 31 декабря 2009 года в Дворищанском сельсовете, который переименован в Судковский.

## Население

### Численность
- 2021 год — 38 жителей, 26  хозяйств

### Динамика
- 1834 год — 45 дворов
- 1850 год — 494 жителя, 68 дворов
- 1897 год — 819 жителей, 135 дворов (согласно переписи)
- 1930 год — 1008 жителей, 197 дворов
- 1940 год — 1100 жителей, 280 дворов
- 1959 год — 1326 жителей (согласно переписи)
- 2004 год — 156 жителей, 74 хозяйства
- 2021 год — 38 жителей, 26  хозяйств

## Достопримечательность
- Городище периода раннего железного века, 1-е тыс. до н.э., 4 км от деревни, урочище Городок —  Историко-культурная ценность Республики Беларусь, шифр 313В000798.
- Памятник землякам погибшим в Великой Отечественной войне (1955). В 1981 году установлен памятник в честь жителей погибших на фронтах Великой Отечественной войны и в партизанской борьбе.
- На месте сожжённой деревни Зелёный Гай в 1968 году установлен памятник (д. Новосёлки, территория Полесского радиационно-экологического заповедника)[2].

## Известные уроженцы
- Елена Ефимовна Вергейчик — Герой Социалистического Труда